# 舍維爾山
舍維爾山（英語：Mount Schevill），是南極洲的山峰，位於阿蒙森海岸，處於約翰斯通山東南面9公里，海拔高度1,995米，由美國南極名稱諮詢委員命名，現時由南極條約體系管理。